# René van de Kerkhof
René van de Kerkhof (Helmond, 16 settembre 1951) è un ex calciatore olandese, distintosi nel ruolo di centrocampista.
Nel 2004 Pelé lo incluse nel FIFA 100, la lista dei 125 più grandi giocatori della storia del calcio.

## Carriera
Iniziò la sua carriera insieme al fratello gemello Willy nelle giovanili del Twente, per poi passare al PSV dove militò dal 1973 al 1983. Nel 1980 il direttore generale della Lazio, Luciano Moggi, concluse il suo acquisto, ma a causa della retrocessione a tavolino del club romano in Serie B per illecito sportivo e non essendo all'epoca concesso l'utilizzo di calciatori stranieri nel campionato cadetto, il nazionale olandese fu costretto a rinunciare al contratto e ritornare al PSV. Dal 1983 una serie di trasferimenti lo portarono a vestire le maglie del Seiko Football Club (Hong Kong), e Helmond Sport, per di chiudere la carriera nell'altra squadra di Eindhoven nella stagione 1988/89.
Nell'epoca d'oro del calcio totale giocò 47 volte in Nazionale. Ancora comprimario ai Mondiali nel 1974 (solo 45' giocati, ma entrando nella finale contro i tedeschi occidentali), era già titolare agli Europei del 1976, chiuso dall'Olanda al terzo posto dopo la semifinale persa 3-1 ai supplementari con la Cecoslovacchia (suo il gol del 3-2 nella finalina con la Jugoslavia).
Nei mondiali di Argentina 1978 prese idealmente il ruolo di Cruijff, in un'Olanda rocciosa ma orfana del gioco rivoluzionario di quattro anni prima. Suo il gol del pareggio finale nel 2-2 contro la Germania Ovest nel girone di semifinale. Con un infortunio al polso fu al centro dell'episodio del ritardo nella finale, disputata ancora contro i padroni di casa: l'arbitro Gonella non gli consentì di scendere in campo a causa della fasciatura rigida; solo dopo lunghe discussioni e alcune modifiche alla medicazione poté essere inserito nella distinta, in un clima teso e ostile che portò a una partita molto fallosa ma che gli olandesi rischiarono di vincere all'ultimo minuto con il palo colpito da Rensenbrink.
La sua ultima grande competizione a livello internazionale fu l'Europeo del 1980, terminato in modo deludente nel girone di qualificazione: decisiva la sconfitta per 3-2 ancora contro i tedeschi.
Quasi identico nella corporatura rispetto al gemello Willy, aveva caratteristiche offensive più spiccate, da ala destra rapidissima e aggressiva, in grado di trovare con facilità la rete: arrivò a un record di 20 reti in campionato nella stagione 1973/1974, e a 130 gol in totale in 468 partite in Eredivisie.
In una filosofia calcistica nella quale tutti devono saper fare tutto i gemelli van de Kerkhof possono essere ricordati come i prototipi perfetti di tale mentalità tecnico-tattica e in assoluto come due tra i giocatori più completi della storia del calcio.

## Palmarès

### Club

#### Competizioni nazionali
- Campionato olandese: 3

PSV Eindhoven: 1974-1975, 1975-1976, 1977-1978
- Coppa dei Paesi Bassi: 2

PSV Eindhoven: 1973-1974, 1975-1976

#### Competizioni internazionali
- Coppa UEFA: 1

PSV Eindhoven: 1977-1978